# کونتوری (ایکماقوچا)
کونتوری (به اسپانیایی: Kunturi) یک کوه در پرو است که در Peru, Arequipa Region, La Unión Province, Peru واقع شده‌است. کونتوری ۵٬۰۰۰ متر بالاتر از سطح دریا واقع شده‌است.